# Tour de France für Automobile 1971

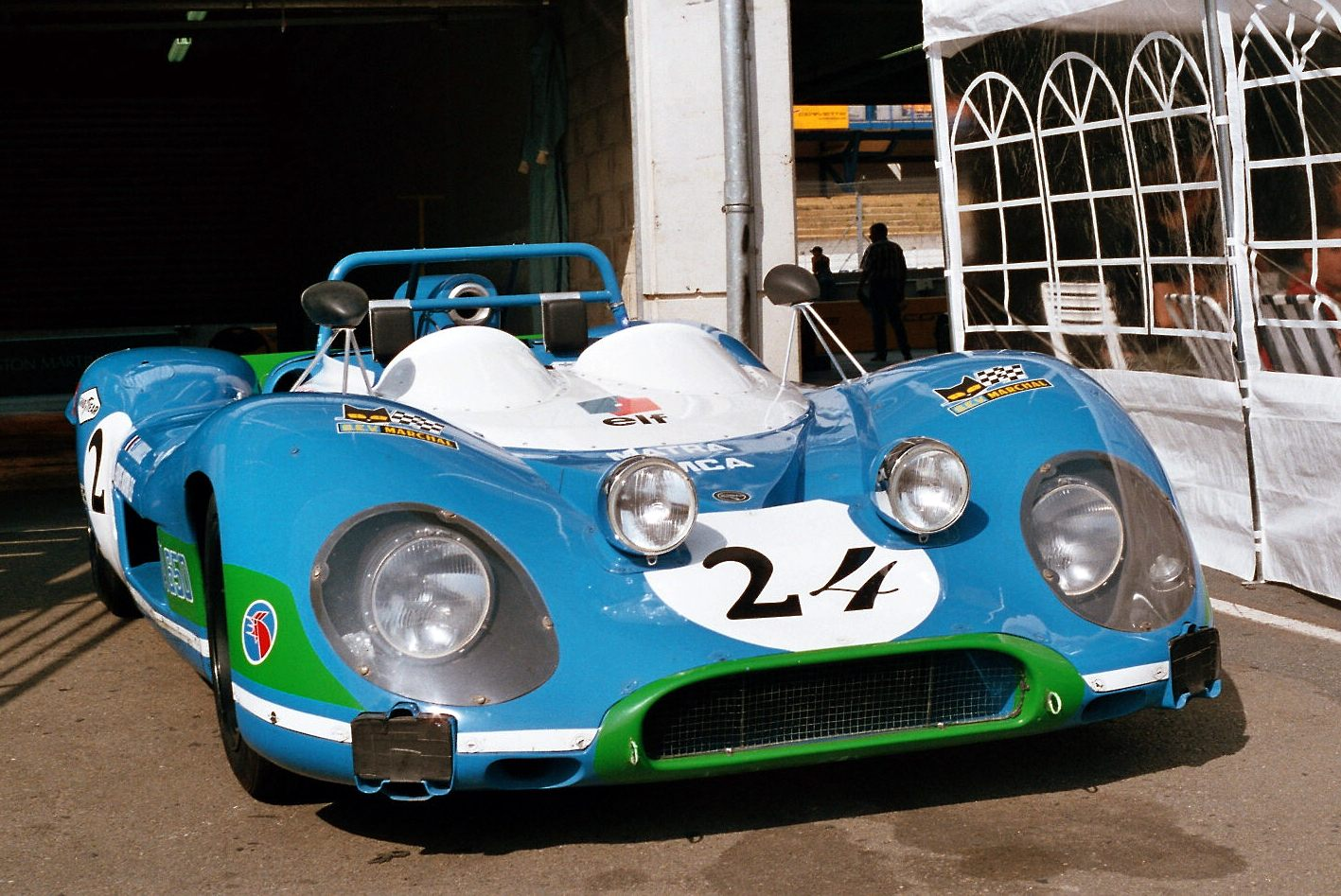
Matra MS650 mit zusätzlichen Scheinwerfern für die Tour de France

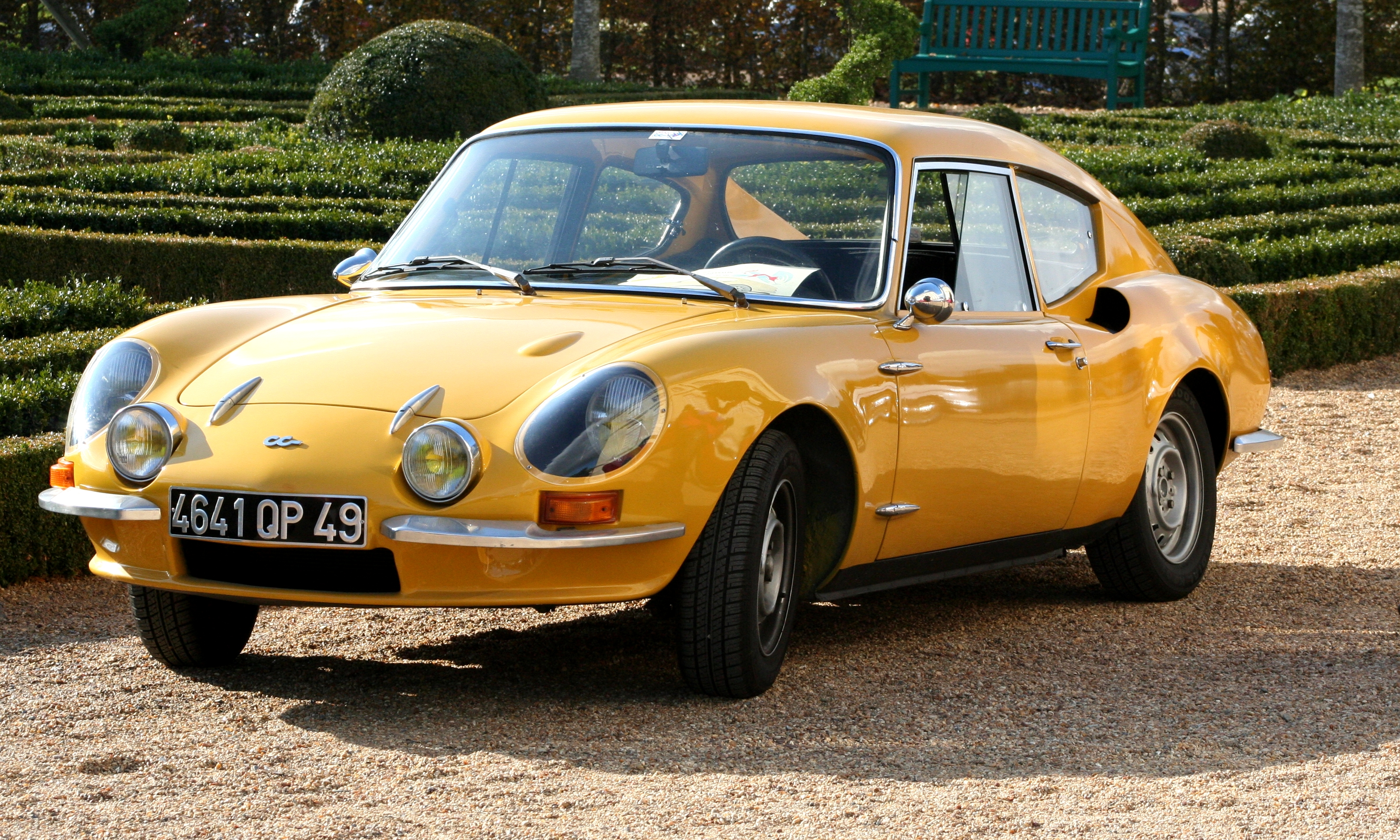
Seltener Starter bei einem Sportwagenrennen; ein CG C1300

Die Tour de France für Automobile 1971, auch XVIe Tour de France Automobile, wurde als Etappenrennen für Automobile vom 17. bis 25. September in Frankreich, Deutschland und Spanien ausgetragen.

## Das Rennen
1971 umfasste die Tour Auto sieben Etappen mit insgesamt 20 Wertungsprüfungen. Erstmals wurde eine dieser Prüfungen auf spanischem Staatsgebiet ausgefahren. Die Tour startete in Nizza – dem traditionellen Startort der 1950er-Jahre – und führte über Bandol, Albi, Le Mans Reims, Vichy und Uriage zurück an die Côte d’Azur. Die Teilnehmer – von den 95 Startern erreichten 49 das Ziel in Nizza – hatten 5089 Kilometer zurückzulegen. Wertungsprüfungen wurden unter anderem auch auf Rennstrecken ausgetragen. 1971 gab es Rennen in Le Castellet, am Circuit de Montjuïc, am Circuit d’Albi, der permanenten Rennstrecke von Le Mans, in Montlhéry und auf der Nordschleife des Nürburgring.
Favoriten waren wie im Vorjahr die Matra MS650. Stärkste Gegner waren ein Ferrari 512M der spanischen Rennmannschaft Escuderia Montjuïc und ein von Ford Deutschland eingesetzter Ford GT70. Den Gesamtsieg sicherte sich Gérard Larrousse im Matra. Die Damenwertung gewannen Marie-Claude Charmasson und Martine de la Grandrive auf einem Chevrolet Camaro Z28, die in der Gesamtwertung den 18 Rang belegten.

## Ergebnisse

### Schlussklassement
| 1           | GT/S 3.0   | 134 | Mas du Clos           | Gérard Larrousse Johnny Rives                             | Matra-Simca MS650         | 10:57:30,900 |
| 2           | GT/S + 3.0 | 142 | Escuderia Montjuïc    | José Juncadella Jean-Claude Guénard Jean-Pierre Jabouille | Ferrari 512M              | 11:46:51,400 |
| 3           | GT/S 3.0   | 129 | Robert Buchet         | Claude Ballot-Léna Jean-Claude Morénas                    | Porsche 911S              | 11:54:05,600 |
| 4           | GT/S + 3.0 | 138 | Scuderia Filipinetti  | Vic Elford Max Kingsland                                  | Ferrari 365 GTB/4         | 12:04:05,800 |
| 5           | GT/S 3.0   | 131 | Chardon des Dunes     | Jean-Marie Jacquemin Roland Mercier                       | Porsche 911S              | 12:05:39,200 |
| 6           | TS 2.0     | 61  | BMW München           | Tony Fall Mike Wood                                       | BMW 2002 Ti               | 12:14:33,100 |
| 7           | TS 3.0     | 72  | Ford Köln             | Jean-François Piot Jim Porter                             | Ford Capri RS             | 12:17:46,800 |
| 8           | GT/S 3.0   | 125 |                       | Ennio Bonomelli Christine Beckers                         | Porsche 911S              | 12:23:59,900 |
| 9           | GT + 2.0   | 98  | Atlantique            | Jean Égreteaud Jean Boissonnet                            | Porsche 911S              | 12:25:27,700 |
| 10          | GT/S + 3.0 | 140 | Charles Pozzi         | Jean-Claude Andruet Claude Roure                          | Ferrari 365 GTB/4         | 12:31:57,700 |
| 11          | GT + 2.0   | 96  | Ena                   | Raymond Touroul Pierre Lafont                             | Porsche 911S              | 12:33:48,800 |
| 12          | GT + 2.0   | 97  | Garac                 | Jean-Claude Lagniez Marc Hermabessiere                    | Porsche 911S              | 12:34:34,000 |
| 13          | GT + 2.0   | 108 | Jean Guitton          | Guy Gentis Guy Rolland                                    | Porsche 911S              |              |
| 14          | GT/S 3.0   | 130 | Schell                | François Migault Jean-Claude Perramond Alain Jallot       | Porsche 911S              |              |
| 15          | GT 1.6     | 83  | Franche-Comté         | Jacques Henry Etienne Grobot                              | Alpine A110 1600S         |              |
| 16          | TS 2.0     | 57  | SOFAR                 | Guy Chasseuil Christian Baron                             | Alfa Romeo GTAm           |              |
| 17          | GT/S 3.0   | 127 | Normandie Automobile  | Gérard Darton-Merlin Jean Boullier                        | Porsche 911S              |              |
| 18          | T + 3.0    | 45  | Greder Racing Team    | Marie-Claude Charmasson Martine de la Grand Rive          | Chevrolet Camaro Z/28     |              |
| 19          | GT + 2.0   | 102 | Jacques-Coeur         | Lionel Raudet J.-P. Charbonel                             | Porsche 911S              |              |
| 20          | GT 1.6     | 86  | Chartreuse            | Jean-Claude Fiard Jacques Christaud                       | Alpine A110 1600S         |              |
| 21          | GT 1.6     | 87  | Chartreuse            | Gérard Christaud Alain Cochet                             | Alpine A110 1600S         |              |
| 22          | GT + 2.0   | 100 | C.S.A.N Ligue du Nord | Robert Dutoit Jacques Morel                               | Porsche 911S              |              |
| 23          | GT + 2.0   | 107 | A.G.A.C.I.            | Roland Imbert J.-P. Jeronne                               | Porsche 911S              |              |
| 24          | GT + 2.0   | 110 | A.G.A.C.I.            | Jacques Gendre “Pablo”                                    | Porsche 911S              |              |
| 25          | T 2.0      | 18  |                       | Pierre Maublanc Salvator Orlando                          | BMW 2002 Ti               |              |
| 26          | T 3.0      | 35  | Racing Piot           | Jean-Claude Lefèbvre Alain Quevreux                       | Ford Capri 2600           |              |
| 27          | GT + 2.0   | 106 |                       | Corinne Koppenhague Christine Rouff                       | Porsche 911S              |              |
| 28          | T 3.0      | 29  | A.S.C.E.A.            | Jean-Louis Clarr Jean-Pierre Peyroux                      | Opel Commodore GS/E       |              |
| 29          | GT 1.6     | 85  |                       | Claudine Trautmann Marie-Odile Desvignes                  | Alpine A110 1600S         |              |
| 30          | T 2.0      | 21  | Carpentras-Ventoux    | Jean-Pierre Sauget Nicolas Brunet-Debaines                | BMW 2002 Ti               |              |
| 31          | TS 2.0     | 66  | Atlantique            | Alain Grand Michel Artero                                 | BMW 2002 Ti               |              |
| 32          | T 2.0      | 16  | CEIDA                 | Yves Evrard “Duroc”                                       | Audi 100S Coupé           |              |
| 33          | GT 1.6     | 89  |                       | Richard Steiner Jacques Molas                             | Alpine A110 1600S         |              |
| 34          | T 3.0      | 28  | Le Maine              | Jacky Ravenel Jean-Louis Ravenel                          | Opel Commodore GS/E       |              |
| 35          | GT + 2.0   | 99  | A.G.A.C.I.            | Pierre Lelong Patrick Lelong                              | Porsche 911S              |              |
| 36          | T 2.0      | 17  | CEIDA                 | Jean-Claude Gamet Louis Juillard                          | Audi 100S Coupé           |              |
| 37          | TS 3.0     | 77  | Somme                 | Jacques Diebolt J.-P. Bast                                | Mercedes-Benz 250 SE      |              |
| 38          | GT/S + 3.0 | 143 | Léopard               | Jean-Claude Aubriet Bernard Delahaye                      | Chevrolet Corvette        |              |
| 39          | T 2.0      | 22  | A.G.A.C.I.            | Jean-Pierre Salomé Jacques Jusot                          | BMW 2002 Ti               |              |
| 40          | T 2.0      | 11  | Le Maine              | Claude Buchet Hervé Guyomart                              | Opel Ascona 1900 SR       |              |
| 41          | T 1.6      | 41  | Violette              | Jean-Louis Clavere Pierre Jousselin                       | Datsun 1600 SSS           |              |
| 42          | T 1.6      | 7   | A.G.A.C.I.            | Thierry Schimpf Jacques Levacher                          | Autobianchi A111          |              |
| 43          | GT 1.6     | 88  | Automobile 57         | Guido Jacob Michel Blavette Francis Boitel                | Alpine A110 1600S         |              |
| 44          | T 1.3      | 5   |                       | Pieter Cath Jean-Pierre Magalhaes                         | Mini Cooper S             |              |
| 45          | T 1.3      | 4   | Azur                  | Michel Humbert Daniel Erculisse                           | Alfa Romeo 1300 GT Junior |              |
| 46          | TS 1.0     | 48  | Chartreuse Dauphine   | Michel André-Poyaud P. Jacquier-Laforge                   | NSU 1000 TT               |              |
| 47          | TS 1.15    | 2   | Dauphine              | Claude Laurent Henri Marché                               | DAF 55 Marathon           |              |
| 48          | TS 1.3     | 3   | Dragon                | Emile Holvoet Jacques Hendrickx                           | Alfa Romeo 1300 GT Junior |              |
| 49          | GT 1.6     | 82  | Arc-en-Ciel           | Bernard Debusschere J.-Luc Fraikin                        | Peugeot 204 Coupé         |              |
| Ausgefallen |            |     |                       |                                                           |                           |              |
| 50          | GT 2.0     | 90  | SOFAR                 | Michele Vallet Marie-France Saulnier                      | Alfa Romeo 1750 Spider    |              |
| 51          | T 3.0      | 32  |                       | Jean-Pierre Paoli François Chevalier                      | Ford Capri 2600           |              |
| 52          | GT/S 3.0   | 128 | Club Porsche Romand   | Claude Haldi Raymond Porchet                              | Porsche 911S              |              |
| 53          | GT/S 3.0   | 135 | Mas du Clos           | Bernard Fiorentino Maurice Gélin                          | Matra-Simca MS650         |              |
| 54          | TS 2.0     | 67  | Franche-Comté         | Aimé Dirand Daniel Fallot                                 | BMW 2002 Ti               |              |
| 55          | GT + 2.0   | 95  | Dauphine              | Henri Balas André Pierre                                  | Porsche 911S              |              |
| 56          | GT + 2.0   | 101 | Bardahl Racing Team   | Jacques Alméras Louis Plancher                            | Porsche 911S              |              |
| 57          | TS 2.0     | 68  | Côte d’Opale          | André Dubois Serge Laurent                                | Opel Ascona SR            |              |
| 58          | GT 2.0     | 92  | Charente              | Philippe Gobert André Brault                              | Fiat 124 Spider           |              |
| 59          | GT + 2.0   | 105 | Somme                 | Patrice Sanson Alain Arnaud G. Choquet                    | Porsche 911S              |              |
| 60          | GT 2.0     | 122 |                       | Jean-Pierre Bodin Gilbert Courthiade                      | Porsche 911T              |              |
| 61          | GT/S 3.0   | 126 | Cachia                | André Anselme Henri Cachia                                | Porsche 904               |              |
| 62          | T + 3.0    | 44  | Léopard Viking        | Jean-Pierre Rouget Ginette Derolland                      | Chevrolet Camaro Z/28     |              |
| 63          | TS 3.0     | 75  | Greder Racing Team    | Henri Greder Dennis Gillet                                | Opel Commodore GS         |              |
| 64          | T + 3.0    | 41  |                       | Jac Nelleman Martin Nelleman                              | Chevrolet Camaro Z/28     |              |
| 65          | TS 2.0     | 58  | SOFAR                 | Lucien Guitteny Guy Dhôtel                                | Alfa Romeo GTAm           |              |
| 66          | GT/S 1.6   | 118 |                       | Maurice Nussbaumer Vincent Laverne                        | Alpine A110 1600S         |              |
| 67          | T + 3.0    | 40  |                       | Klaus Rasmussen Richard Broström                          | Chevrolet Camaro Z/28     |              |
| 68          | TS 2.0     | 60  | BMW München           | Rauno Aaltonen Paul Easter                                | BMW 2002 Ti               |              |
| 69          | GT/S 3.0   | 133 | Ford Köln             | François Mazet Jean Todt                                  | Ford GT70                 |              |
| 70          | TS 3.0     | 73  |                       | Dieter Glemser Kaiser Klaus                               | Ford Capri RS             |              |
| 71          | GT + 3.0   | 103 | Verte                 | Noël Labaune Jean Maurin                                  | Porsche 911S              |              |
| 72          | T 1.6      | 6   | Alger Pilote          | Miloud Khalfi René-Claude Herren                          | Opel Ascona               |              |
| 73          | T 2.0      | 9   | Le Maine              | Jean-Claude Sellos P. Foucault                            | Fiat 124                  |              |
| 74          | T 2.0      | 10  | Le Maine              | Jean Mésange Bernard Bobet                                | Fiat 124                  |              |
| 75          | T 2.0      | 15  | C.S.A.N.              | Maurice van der Bruwaene Philippe Blot                    | Audi 100S Coupé           |              |
| 76          | T 2.0      | 23  | A.G.A.C.I.            | Charles Salphati Jean-Alain Hacq                          | BMW 2002 Ti               |              |
| 76          | T 2.0      | 25  |                       | Jean-Louis Dery Gérard Hugon                              | Opel Ascona R             |              |
| 77          | T 3.0      | 27  |                       | Franck Alési J.-C. Michel                                 | Opel Commodore GS         |              |
| 78          | T 3.0      | 30  | Ford-France           | Thierry Sabine Frédéric Bonnard                           | Ford Capri 2600           |              |
| 79          | T 3.0      | 31  | Ford-France           | José Barbara Rémy Gillis                                  | Ford Capri 2600           |              |
| 80          | T 3.0      | 33  | B.N.                  | Martial Delalande Gaby Peres                              | Ford Capri 2600           |              |
| 81          | T + 3.0    | 42  | J.S. Racing Esso      | Jean Sage Michel Viollet                                  | Chevrolet Camaro Z/28     |              |
| 82          | T + 3.0    | 43  | A.G.A.C.I.            | Jacques Rey Jean-Pierre Cassegrain                        | Chevrolet Camaro Z/28     |              |
| 83          | TS 1.3     | 53  | Barcelona             | Ramon Grifoll José Salvado                                | BLMC Cooper 1300S         |              |
| 84          | TS 2.0     | 59  | A.C.B.H./A.D.A.C.     | Claus Nolle Arndt von Bohlen und Halbach                  | BMW 2002 Ti               |              |
| 85          | TS 2.0     | 63  | Du Maine              | Gérard Sevaux „Mendola“                                   | BMW 2002 Ti               |              |
| 86          | TS 2.0     | 65  |                       | Guy Clarou Jean Marty                                     | BMW 2002 Ti               |              |
| 87          | TS 3.0     | 74  |                       | Jean Ragnotti Pierre Thimonier                            | Opel Commodore GS         |              |
| 88          | TS + 3.0   | 80  | A.G.A.C.I.            | Michel Martin Philippe Heuze                              | Ford Mustang Boss 429     |              |
| 89          | GT + 2.0   | 104 |                       | Florian Vetsch Jacques Cochet                             | Porsche 911S              |              |
| 90          | GT/S 1.3   | 112 |                       | Joël Bonnemaison Raymond Pointier                         | CG C1300                  |              |
| 91          | GT/S 1.6   | 115 | Barcelona             | Jorge Pla Rafael Tarradas-Gorsas                          | Alpine A110 1600S         |              |
| 92          | GT/S 1.6   | 116 | A.G.A.C.I.            | Marie-Pierre Palayer Dominique Laurent                    | Alpine A110 1600S         |              |
| 93          | GT/S 1.6   | 117 | Jean Guitton          | Christian Avril Michel Rizzo                              | Alpine A110 1600S         |              |
| 94          | GT/S 3.0   | 132 | Shell                 | José Dolhem Jürgen Barth                                  | Porsche 911R              |              |
| 95          | GT/S + 3.0 | 144 | Naja Team             | Hans Furian Pierre Soukry                                 | Ford Mustang              |              |

### Nur in der Meldeliste
Hier finden sich Teams, Fahrer und Fahrzeuge, die ursprünglich für das Rennen gemeldet waren, aber aus den unterschiedlichsten Gründen daran nicht teilnahmen.
| Pos. | Klasse     | Nr. | Team                  | Fahrer                               | Chassis           |
| ---- | ---------- | --- | --------------------- | ------------------------------------ | ----------------- |
| 96   | T 1.15     | 1   |                       | Jean-Claude Sellos P. Foucault       | Fiat 100 GBC      |
| 97   | T 2.0      | 19  |                       | Wittigo von Einsiedel                | BMW 2002 Ti       |
| 98   | T 2.0      | 20  |                       | Alfred Krause                        | BMW 2002 Ti       |
| 99   | T 2.0      | 24  |                       | Marius Maison Michel Viollet         | BMW 2002 Ti       |
| 100  | T 2.0      | 26  |                       | L. Dodane G. Bever                   | BMW 2002 Ti       |
| 101  | T 3.0      | 34  |                       | Jean-Paul Agere Yves Breteau         | Ford Capri        |
| 102  | T 3.0      | 36  |                       | Tommy Franklin S. Delserre           | Ford Capri        |
| 103  | T + 3.0    | 38  |                       | Pierre Soukry Hans Furian            | Ford Mustang      |
| 104  | T + 3.0    | 39  |                       | J. Deroudille G. Mauduit             | Chrysler Hemicuda |
| 105  | TS 1.6     | 54  | C.S.A.N               | Roger Barbara                        | Datsun 1600 SSS   |
| 106  | TS 2.0     | 62  |                       | Nicolas Koob                         | BMW 2002 Ti       |
| 107  | TS 2.0     | 62  |                       | Georges Alexandrovitch Bernard Pujos | BMW 2002 Ti       |
| 108  | TS 3.0     | 76  |                       | Claude Dubois Serge Laurent          | Opel Commodore GS |
| 109  | GT 1.6     | 84  | Noire                 | Michel Pignard Christine Giganot     | Alpine A110 1600S |
| 110  | GT + 2.0   | 109 |                       | Corinne Koppenhague Christine Rouff  | Porsche 911S      |
| 111  |            | 123 |                       | Richard Knight Ch. Nons              | Chevron B8        |
| 112  | GT/S + 3.0 | 139 | Scuderia Fillipinetti |                                      | Ferrari 365 GTB/4 |
| 113  | GT/S + 3.0 | 141 | Scuderia Fillipinetti |                                      | Ferrari 512M      |

### Klassensieger
| Klasse     | Fahrer                  | Fahrer                   | Fahrer                | Fahrzeug              | Platzierung im Gesamtklassement |
| ---------- | ----------------------- | ------------------------ | --------------------- | --------------------- | ------------------------------- |
| GT/S + 3.0 | José Juncadella         | Jean-Claude Guénard      | Jean-Pierre Jabouille | Ferrari 512M          | Rang 2                          |
| GT/S 3.0   | Gérard Larrousse        | Johnny Rives             |                       | Matra-Simca MS650     | Gesamtsieg                      |
| GT/S 2.0   | kein Teilnehmer im Ziel |                          |                       |                       |                                 |
| GT/S 1.6   | kein Teilnehmer im Ziel |                          |                       |                       |                                 |
| GT/S 1.3   | kein Teilnehmer im Ziel |                          |                       |                       |                                 |
| GT + 2.0   | Jean Égreteaud          | Jean Boissonnet          |                       | Porsche 911S          | Rang 9                          |
| GT 2.0     | kein Teilnehmer im Ziel |                          |                       |                       |                                 |
| GT 1.6     | Jacques Henry           | Etienne Grobot           |                       | Alpine A110 1600S     | Rang 15                         |
| TS 3.0     | Jean-François Piot      | Jim Porter               |                       | Ford Capri RS         | Rang 7                          |
| TS 2.0     | Tony Fall               | Mike Wood                |                       | BMW 2002 Ti           | Rang 6                          |
| TS 1.3     | kein Teilnehmer im Ziel |                          |                       |                       |                                 |
| TS 1.0     | Michel André-Poyaud     | P. Jacquier-Laforge      |                       | NSU 1000 TT           | Rang 46                         |
| T + 3.0    | Marie-Claude Charmasson | Martine de la Grand Rive |                       | Chevrolet Camaro Z/28 | Rang 18                         |
| T 3.0      | Jean-Claude Lefèbvre    | Alain Quevreux           |                       | Ford Capri 2600       | Rang 26                         |
| T 2.0      | Pierre Maublanc         | Salvator Orlando         |                       | BMW 2002 Ti           | Rang 25                         |
| T 1.6      | Jean-Louis Clavere      | Pierre Jousselin         |                       | Datsun 1600 SSS       | Rang 41                         |
| T 1.3      | Pieter Cath             | Jean-Pierre Magalhaes    |                       | Austin Mini-Cooper S  | Rang 44                         |
| T 1.15     | Claude Laurent          | Henri Marché             |                       | DAF 55 Marathon       | Rang 47                         |

### Renndaten
- Gemeldet: 113
- Gestartet: 95
- Gewertet: 49
- Rennklassen: 18
- Zuschauer: unbekannt
- Wetter am Renntag: unbekannt
- Streckenlänge: unbekannt
- Fahrzeit des Siegerteams: 10:57:30,900  Stunden
- Gesamtrunden des Siegerteams: keine
- Gesamtdistanz des Siegerteams: 5089,000 km
- Siegerschnitt: unbekannt
- Pole Position: keine
- Schnellste Rennrunde: keine
- Rennserie: 10. Lauf der Französischen Rundstrecken-Meisterschaft 1971